# نهر إيتاوناس
نهر إيتاوناس ( (بالبرتغالية: Itaúnas‏) ) نهر في ولاية إسبريتو سانتو شرق البرازيل.
تمت تسمية حديقة إيتاونس التي تبلغ مساحتها 3,481 هكتار (8,600 أكر)، والتي تم إنشاؤها عام 1991، باسم النهر، والذي يمتد عبر الحديقة لمدة 34 كيلومترًا (21 ميل). يقترب النهر من الساحل عند مستوطنة إيتاوناس، ثم يمتد جنوبًا غربًا، موازيا للساحل خلف شريط رملي، قبل أن يدخل المحيط الأطلسي إلى الشمال من كونسيساو دا بارا.